# Джасім
Джасім (англ. Jasim, араб. جاسم) — місто в Сирії, є адміністративним центром друзької общину в нохії Джасім, яка входить до складу мінтаки Ізра в південній сирійській мухафазі Дара.

## Персоналії
- Абу-Темам (804/807-845/846) — арабський поет.